# Mário Campos (football)
Pour les articles homonymes, voir Mário Campos et Campos.
Mário Campos, de son nom complet Mário Alberto Domingos Campos, est un footballeur portugais né le 29 août 1947 à Torres Vedras. Il évoluait au poste de milieu de terrain.

## Biographie

### En club
Mário Campos commence sa carrière senior avec l'Académica de Coimbra et découvre la première division portugaise lors de la saison 1965-1966,,.
Avec son frère Vítor Campos, il est un élément important du club de Coimbra :  il évolue pendant 12 saisons sous les couleurs de l'Académica jusqu'en 1977,,.
Il est finaliste de la Coupe du Portugal en 1969, perdue contre Benfica.
L'Académica atteint les quarts de finale de la Coupe des vainqueurs de coupe lors de la saison 1969-1970 : il marque un but lors d'un huitième de finale retour contre le FC Magdebourg.
Le club descend en deuxième division portugaise à l'issue de la saison 1971-1972. Dès la saison 1972-1973, l'Academica retrouve la première division,,.
En 1977, Campos quitte l'Académica pour rejoindre l'União de Leiria. Il ne reste qu'une saison  à Leiria avant de raccrocher les crampons en 1978,,.
Il dispute un total de 177 matchs pour 10 buts marqués en première division portugaise,. Au sein des compétitions européennes, il dispute 6 matchs en Coupe des vainqueurs de coupe pour un but marqué et 3 matchs en Coupe UEFA pour aucun but marqué.

### En équipe nationale
International portugais, il reçoit une unique sélection en équipe du Portugal le 10 décembre 1969 en amical contre l'Angleterre (défaite 0-1 à Londres).

## Palmarès
Académica de Coimbra
- Championnat du Portugal D2 (1) :
  - Champion : 1972-73.